# José Medina Dávalos
José Miguel Medina Dávalos (19 de mayo de 1991, Lagos de Moreno, Jalisco, México) es un futbolista mexicano, juega como defensa y actualmente se encuentra Sin Equipo.

## Estadísticas
Actualizado al último partido jugado el 19 de febrero de 2019.
| Alebrijes de Oaxaca · México        | 2ª            | 2013-14       | 18  | 1 | 10 | 1 | - | - | 28  | 2 |
| Alebrijes de Oaxaca · México        | 2ª            | 2014-15       | 21  | 0 | 11 | 1 | - | - | 32  | 1 |
| Alebrijes de Oaxaca · México        | 2ª            | 2015          | 5   | 0 | 6  | 0 | - | - | 11  | 0 |
| Alebrijes de Oaxaca · México        | 2ª            | 2016-17       | 17  | 0 | 5  | 0 | - | - | 22  | 0 |
| Alebrijes de Oaxaca · México        | 2ª            | 2017-18       | 37  | 2 | 5  | 0 | - | - | 42  | 2 |
| Alebrijes de Oaxaca · México        | Total club    | Total club    | 98  | 3 | 37 | 2 | 0 | 0 | 135 | 5 |
| C. Necaxa · México                  | 1ª            | 2018          | 0   | 0 | 5  | 0 | - | - | 5   | 0 |
| C. Necaxa · México                  | Total club    | Total club    | 0   | 0 | 5  | 0 | 0 | 0 | 5   | 0 |
| Correcaminos · México               | 2ª            | 2019          | 5   | 0 | 2  | 0 | - | - | 7   | 0 |
| Correcaminos · México               | Total club    | Total club    | 5   | 0 | 2  | 0 | 0 | 0 | 7   | 0 |
| Total carrera                       | Total carrera | Total carrera | 103 | 3 | 44 | 2 | 0 | 0 | 147 | 5 |
| (1)Incluye datos de la Copa México- |               |               |     |   |    |   |   |   |     |   |

### Campeonatos nacionales
| Título       | Club                | País   | Año  |
| ------------ | ------------------- | ------ | ---- |
| Ascenso MX   | Alebrijes de Oaxaca | México | 2017 |
| SuperCopa MX | Club Necaxa         | México | 2018 |